# 大分ホーバーフェリー
大分ホーバーフェリー株式会社（おおいたホーバーフェリー）は、かつて大分県大分市および別府市と国東市にある大分空港との間でホーバークラフト（同社では船体を建造していた三井造船と同じく「ホーバークラフト」と呼称）による定期航路を運航していた海運会社。

## 概要
1971年に、大分空港が大分市内から東国東郡武蔵町・安岐町（現国東市）へ移転した際に、大分市・別府市内からのアクセスをより便利にするために開設された。大分交通の関連会社である。大分空港は国東半島の東端にあるため、大分市からは、陸路では別府湾に沿って大きく迂回する必要があるのに対し、別府湾を横断するホーバークラフトは、所要時間を大幅に短縮することができた。大分基地 - 大分空港間の乗船時間は、通常約25分（時刻表上の所要時間は30分）。
1988年に、JR宇高航路のホーバークラフトが瀬戸大橋開通によって廃止されたため、それ以降は大分ホーバーフェリーが日本で唯一のホーバークラフトによる旅客定期航路となった。珍しさもあって空港利用に関係なく乗船する利用客もいたため、体験乗船、空港見送り・出迎え客向けに格安の往復割引きっぷが発売されていた（片道運賃よりも安かった）。
しかしその後、大分空港道路の開通及び延伸、大分自動車道の開通、別大国道の6車線への拡幅、日出バイパスの開通等により、県内各地から空港への陸上交通が改善し、自家用車や連絡バス利用の利便性、優位性が高まった。
この結果、大分ホーバーフェリーは1990年の約43万9000人をピークに利用客数が低下。加えて、不景気で航空機利用が敬遠され始めたことから、空港利用者自体も減っていき、そのあおりで2008年度は、ホーバークラフトの利用客数が約24万9000人にまで落ち込んだ。会社としても売上高6億2000万円まで低下。当期純損失9300万円、繰越損失約3億0900万円で、5000万円の債務超過に陥る。2009年度も運航を継続した場合、1億円超の赤字（純損失）と2-5億円の債務超過が予想された。加えて旅客用ホーバークラフトが当時世界的に衰退傾向にあったことから、船体の建造元である三井造船は2016年限りで交換部品の製造・供給を打ち切ることを大分ホーバーフェリーに通達した。
これらを受け、大分ホーバーフェリー株式会社は、2009年9月30日に、大分地裁へ民事再生手続開始を申し立て、同日保全命令が下りた。負債総額は2009年8月31日時点で5億7300万円。
38年間にわたるホーバークラフトの運航は、2009年10月31日をもって終了（形式上「休止」だが実質的に廃止）され、その後、4隻あった船体は売却。所有する事務所、乗り場、保守基地の建屋も解体撤去された。その後、2010年10月28日に会社の再生計画認可が決定したが、最終的には2011年に法人解散となった。
一方、ホーバー運航終了後の大分空港は陸路での所要時間の長さ（大分市街から約60分）が課題となり、大分県により海上アクセス手段を検討した結果、2020年にホーバークラフト航路の復活が決定。大分第一ホーバードライブの運航により、2025年7月26日より、大分市と大分空港を結ぶ定期運航を開始（予定）。大分空港側の発着地は旧大分ホーバーフェリーの施設を再活用している。

## 旧発着場
大分乗り場
北緯33度15分17.08秒 東経131度37分14.98秒 / 北緯33.2547444度 東経131.6208278度座標: 北緯33度15分17.08秒 東経131度37分14.98秒 / 北緯33.2547444度 東経131.6208278度
大分川河口に面した場所にあった。市街中心部からやや離れており、大分駅との間に連絡バスのホーバーバス（廃止）が大分交通によって運行されていた。敷地奥には整備用の保守基地があった。
ホーバーの運航終了後、全艇が売却され基地を離れた2010年3月に、乗り場と保守基地の建物は取り壊され、防音壁だけを残して更地となった。かつてホーバー利用者用だった無料駐車場は、大分交通が運行していた旧ホーバー大分基地 - 大分空港間連絡バスの利用者向けに転用されていた。
2023年9月。大分空港海上アクセスに使用される1番船Baienが上陸能力検査として旧大分乗り場へ上陸。
2025年3月。上陸用スロープ部分に堤防が延長された。これによりホーバーの上陸は不可能となり、再利用もできなくなった。
空港乗り場
1971年の開業当初、空港側のホーバー乗り場は、海からの上陸地となる砂浜近辺にあり、当時の空港ビルまで移動は連絡バスを利用していた。（安岐基地）
1991年12月に現在の空港ビルが完成したのに伴い、それまでの乗り場を撤去し、航走路の延長工事を行って、ホーバーが空港ビルのそばまで乗り入れられるようになった。2代目のホーバー乗り場と空港ビルは動く歩道で結ばれた。航走路には途中S字カーブがあり、ホーバーがドリフト（横滑り）状態で通過する特徴があった。
運航終了に伴って、2009年末に2代目乗り場の建物は取り壊され更地となった。航走路上の照明塔や散水設備も撤去され、空港ビルからの長い「動く歩道」を有した連絡通路も2010年に入って取り壊された（一部は増設されるバス乗り場の上屋に転用）が、航走路部分は残され、一部は関係者駐車場などに利用されていた。
2025年からの大分第一ホーバードライブによるホーバー再就航に伴い、航走路を再活用の上で新たなターミナルを建設し、「ホーバーターミナルおおいた 空港ターミナル」として整備された。
別府乗り場
運航当時は別府国際観光港の交通センター内に専用改札口があり、センター建物の裏手にある浮桟橋が使用されていた。他の乗り場と違い、到着時は海面に着水し、通常の旅客船同様、係船ロープで横付けされて、平らなタラップで乗り降りした。出航時には徐行しながら離岸した後、海面で水煙を上げながら浮上し、港を離れていった。現在も浮桟橋自体は残っており、ANAインターコンチネンタル別府リゾート＆スパ専用桟橋として使われている。
住吉浜乗り場
国東半島南側の杵築市の住吉浜にあり、団体貸切など不定期運航の際に利用された。住吉浜の北東側砂浜の一部にコンクリート舗装の場があり、そこに上陸していた。
姫島乗り場
国東半島北側の姫島（東国東郡姫島村）にあり、団体貸切など不定期運航の際に利用された。突堤の一角に横付けし、乗り降りしていた。

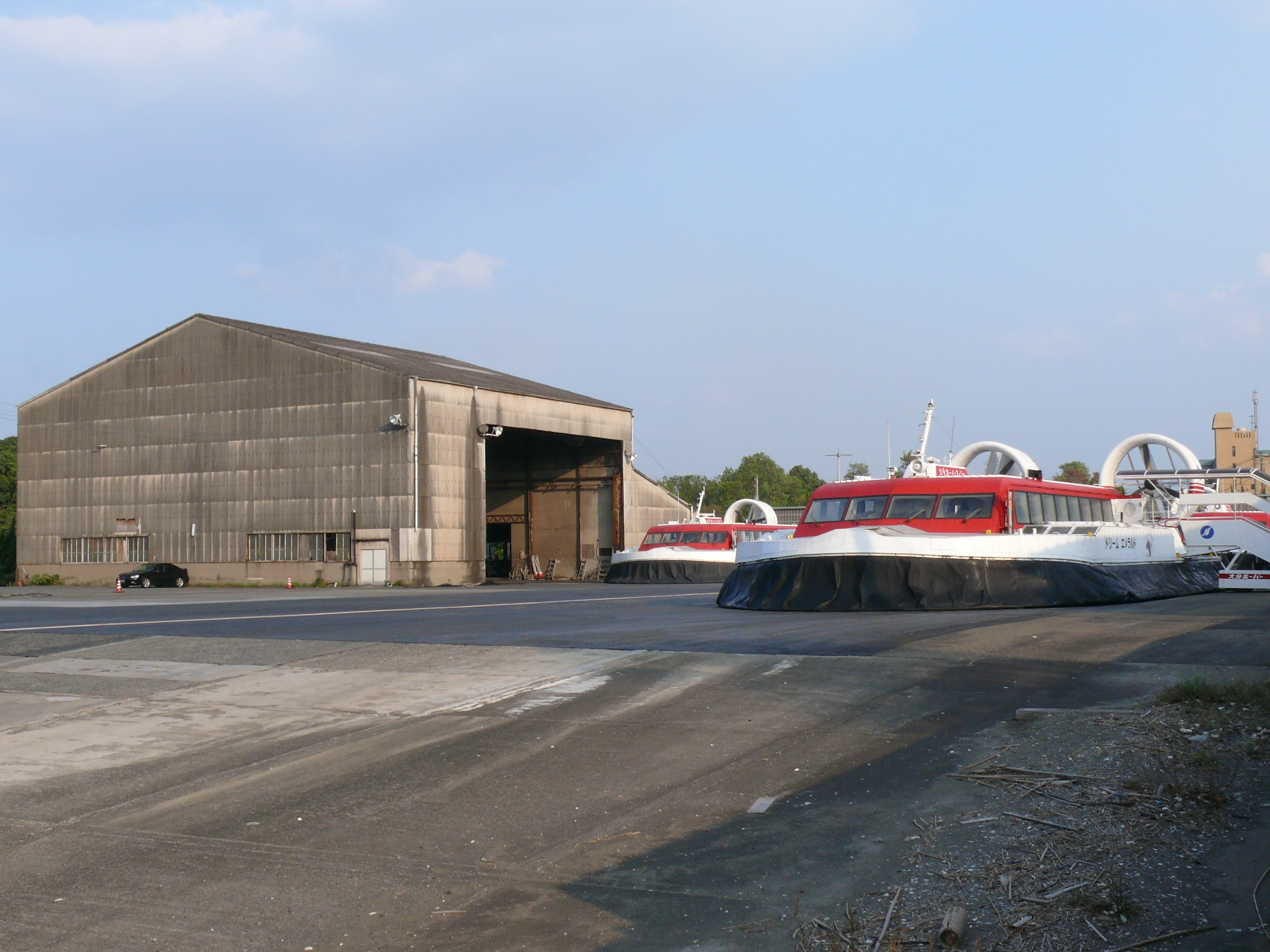
大分基地の構内 （2009年10月撮影）
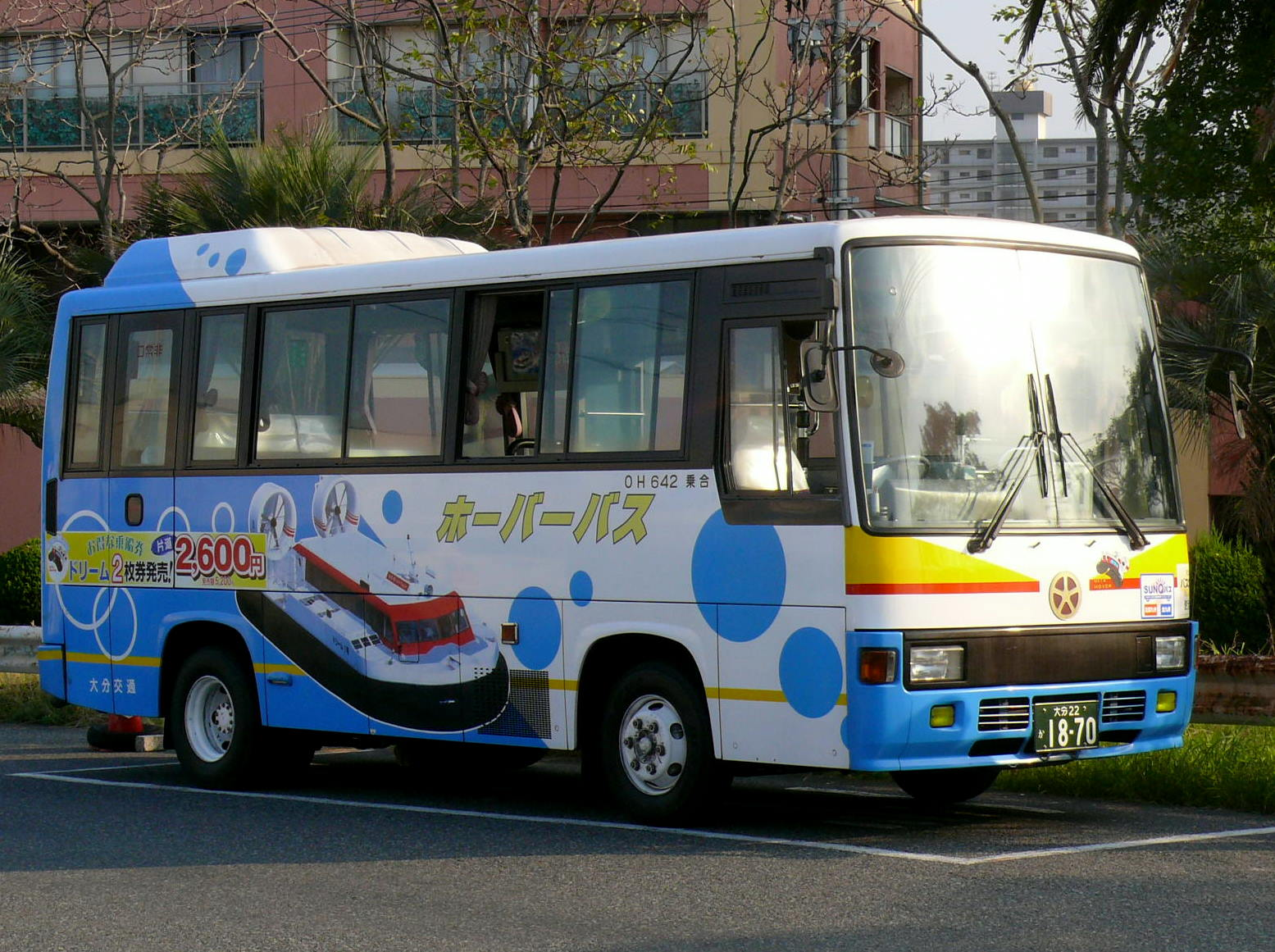
ホーバークラフトのラッピングがされたホーバーバス （2009年10月撮影）
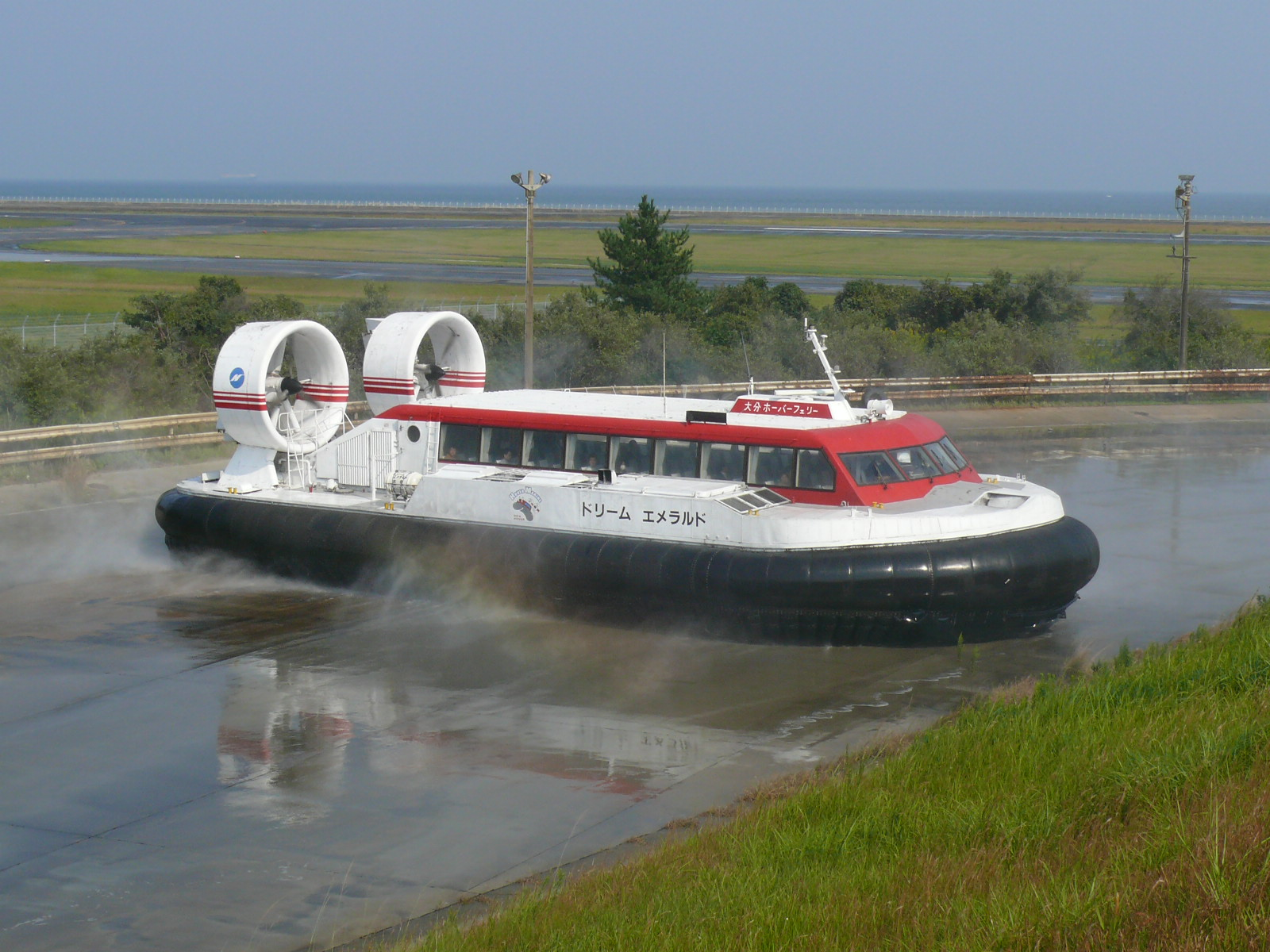
航走路をドリフト走行するドリームエメラルド （2009年10月撮影）
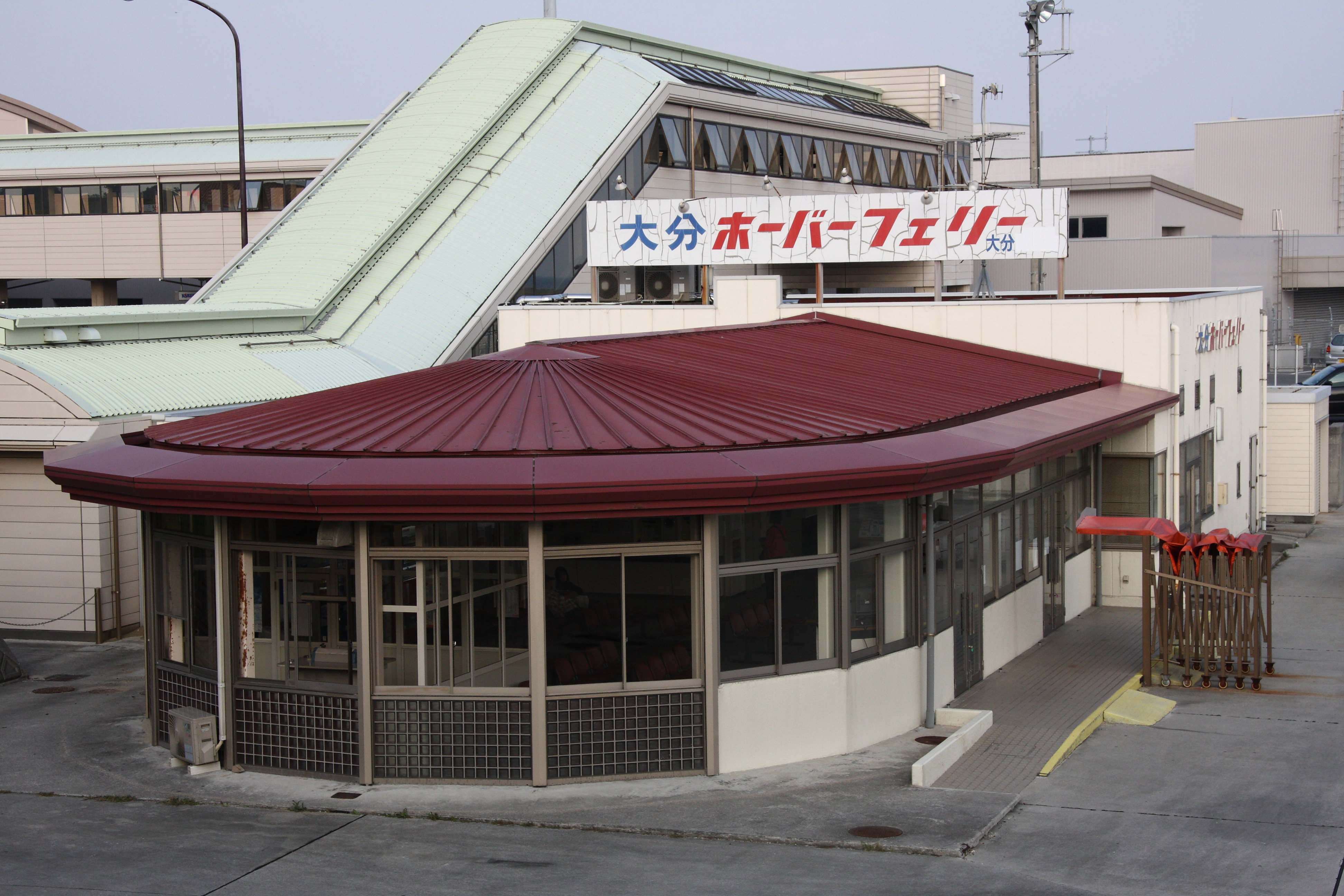
大分空港乗り場（2009年10月撮影）

## 運航終了時の航路
- 大分基地 - 大分空港（2009年10月31日をもって運航終了）
- 大分基地 - 別府国際観光港（不定期）
- 大分基地 - 住吉浜（不定期）
- 大分基地 - 姫島（不定期）

大分基地 - 大分空港間は、定期航路であるが、大分空港発着の航空機の運航に連動しているため、航空機の発着（特に到着）が遅れる場合はそれに合わせて運航されていた。片道25分での運航を行っていたが、部品の消耗が激しく、コスト的な面を考慮して一旦は30分運航にしていた。しかし陸路との競争が激しく、連絡バスとの接続を含めて再検討し、29分運航になった。
ホーバーの航行特性上、波高が高い日や別府湾に濃霧がかかった日は運休となったが、運航案内専用のフリーダイヤルがあったので微妙な天候の時は事前に確認できた。また、大分からの始発便と2便が欠航になった場合は、タクシーによる空港までの代替運送が行われた。
貸切利用もできた。大分空港の空の日イベントの際は、空港周辺の遊覧航海が行われた他、水のイベントで大分市を流れる大野川を航行したり、海のイベントでは別府国際観光港から別府湾遊覧が行われた。
かつては、別府-大分間にも定期便があったが、道路整備に伴って定期バス便の所要時間が短縮し、競争力が低下したことなどによって、1996年8月で廃止された（不定期・貸切航路としては継続されていた）。

## 旧使用艇

### 運航終了時の使用艇
三井造船製 MV-PP10

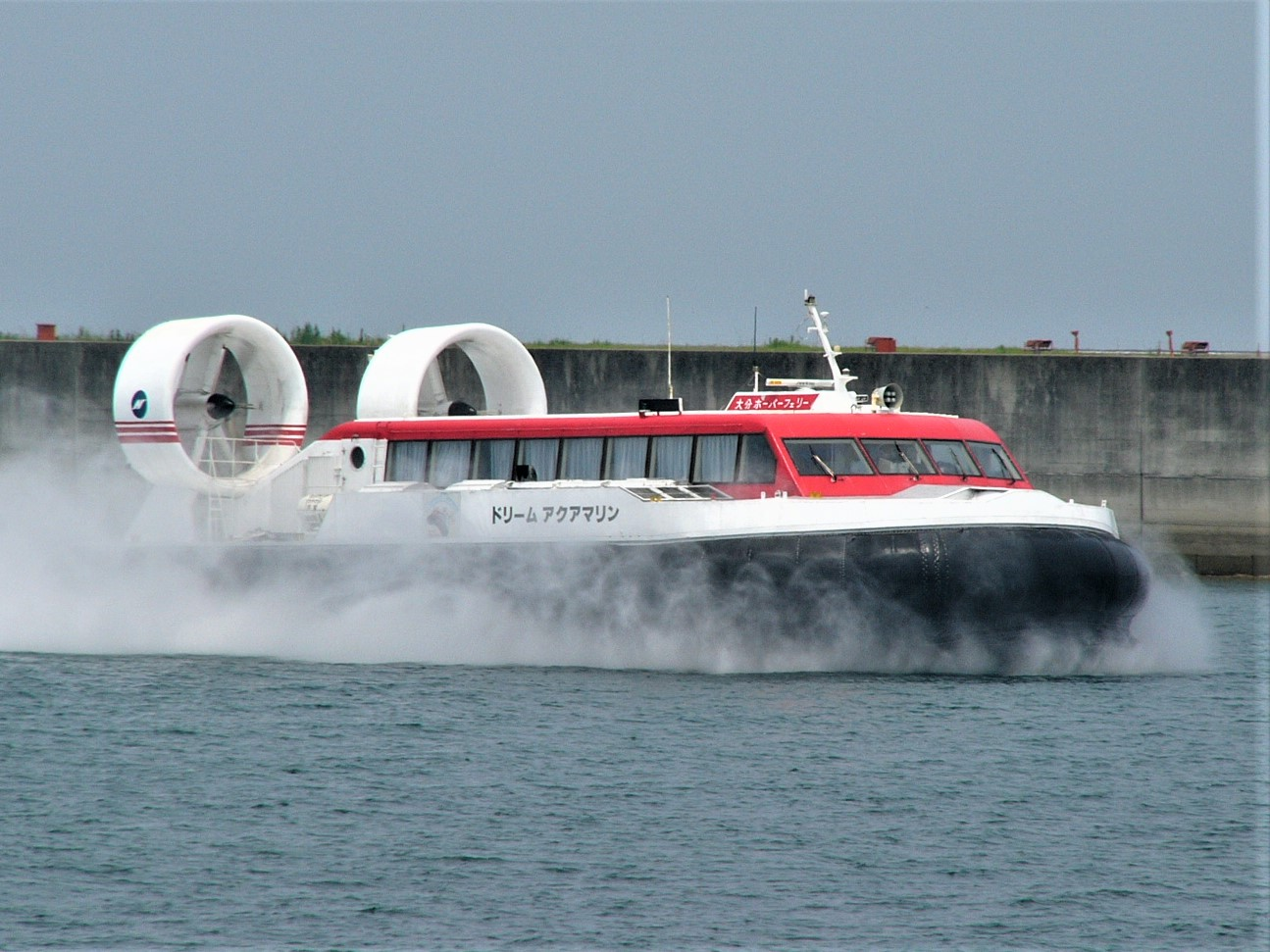
ドリームアクアマリン 大分空港沖で2004年7月撮影

- ドリームアクアマリン（旧 ドリーム1号）1990年（平成2年）3月就航
- ドリームエメラルド（旧 ドリーム2号）1991年（平成3年）3月就航
- ドリームルビー（旧 ドリーム3号）1995年（平成7年）10月就航
- ドリームサファイア 2002年（平成14年）4月就航

ドリームサファイアは2002 FIFAワールドカップ大分開催に際して導入された最新鋭船でバリアフリー対応としたことと、推進エンジンを水冷式（メルセデスベンツ製）にしたことでエンジン室が大きくなったため、乗船定員が他の3艇の105名より少ない100名となっていた。
乗船定員はパンフレット等に記載されていたが、補助席を含めての数であって、固定席は80席程度だった。
片道25分程度と短いことから、各艇内にトイレは設置されていなかった。
2009年10月の運航終了後、4隻は旧大分基地内に留め置かれていたが、売却先が決まったことにより、2010年3月5日に、4隻とも大分基地から大在公共ふ頭まで自力航行した後、クレーンで台船に載せられ予備部品等と共に大分の地を去った。
購入先の意向により、売却先や金額、用途は公にされなかったが、熊本県八代市の港湾荷役業者によると、同月に八代港を経由して中国に運搬したといい、香港の港に係留されたとみられる写真が中国語のウェブサイトで発見されている。
2012年11月、4隻のうち、ドリームアクアマリン、ドリームルビー、ドリームエメラルドの3隻が再び八代港に運搬された。いずれの船体も汚れがひどく、ドリームアクアマリンはキャビン部が焼損していた。3隻は野積み場に保管されていたが、2015年4月初旬までに解体された。

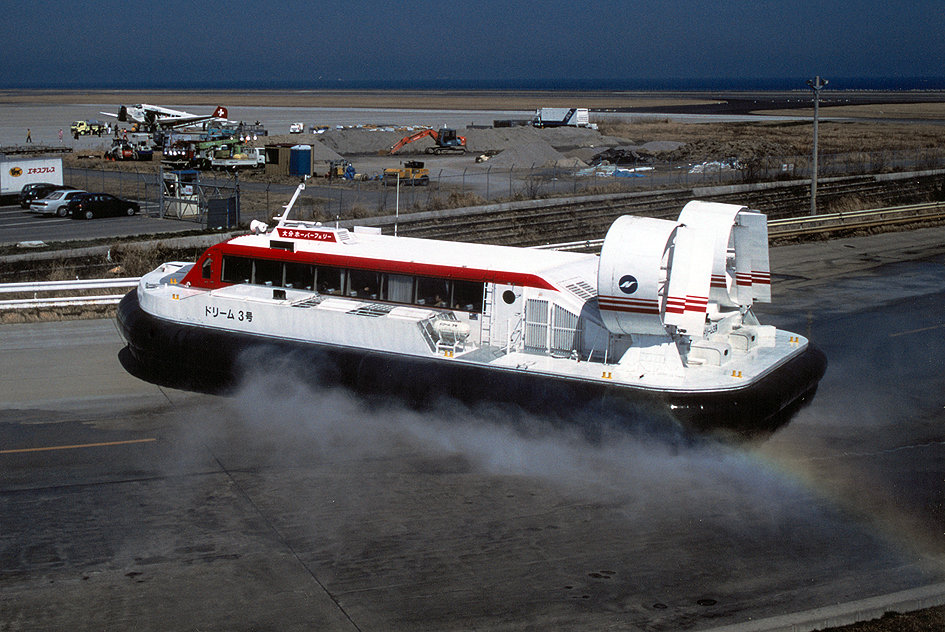
ドリーム3号とJU-AIR JU52(HB-HOS) 大分空港の航走路で2000年3月18日撮影
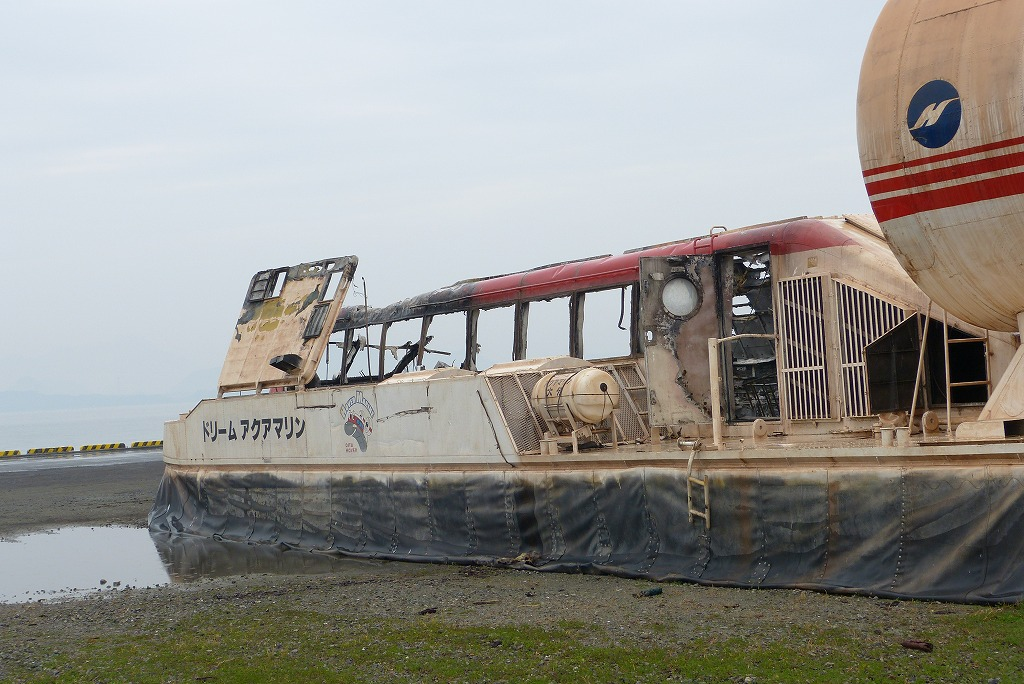
焼損したドリームアクアマリン 2013年1月13日撮影
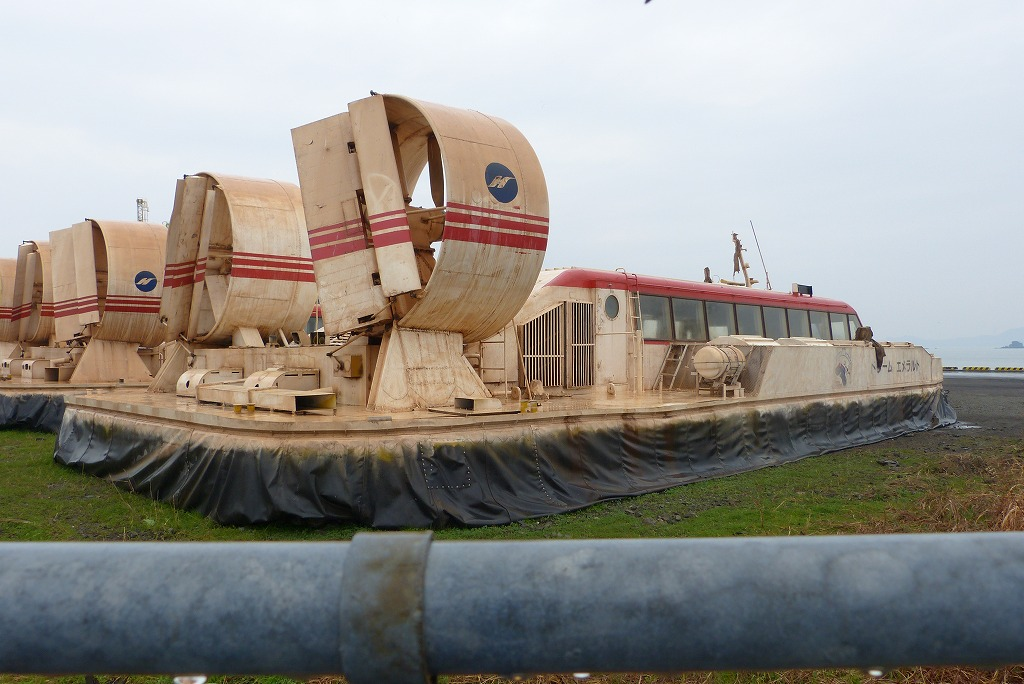
八代港に戻ってきたドリームエメラルド 2013年1月13日撮影
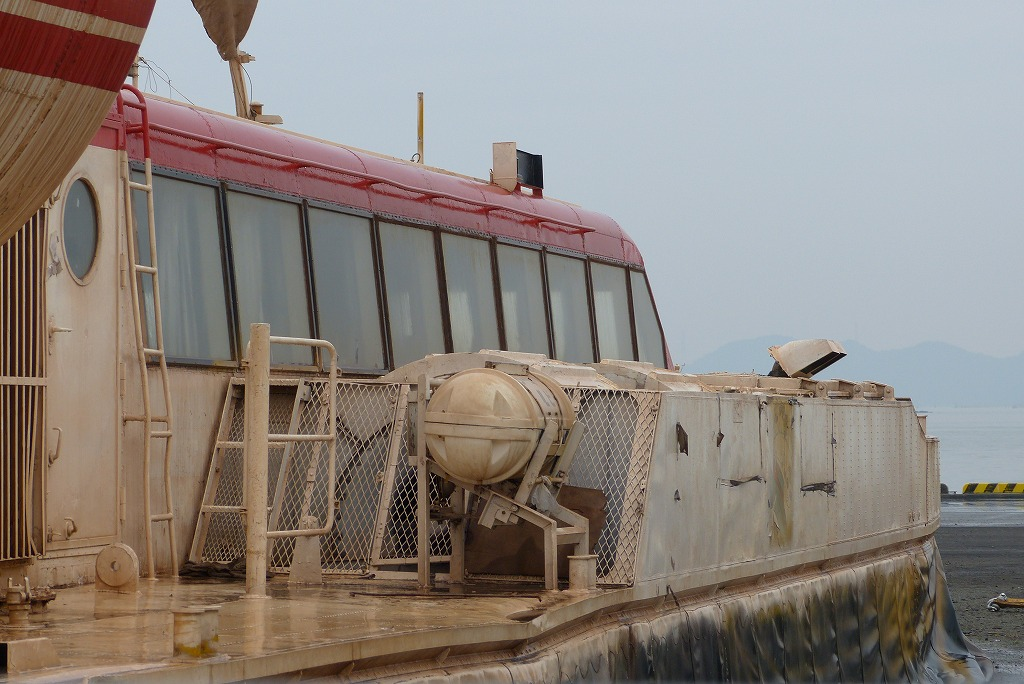
八代港に戻ってきたドリームルビー 2013年1月13日撮影

### 過去の使用艇
三井造船製 MV-PP5

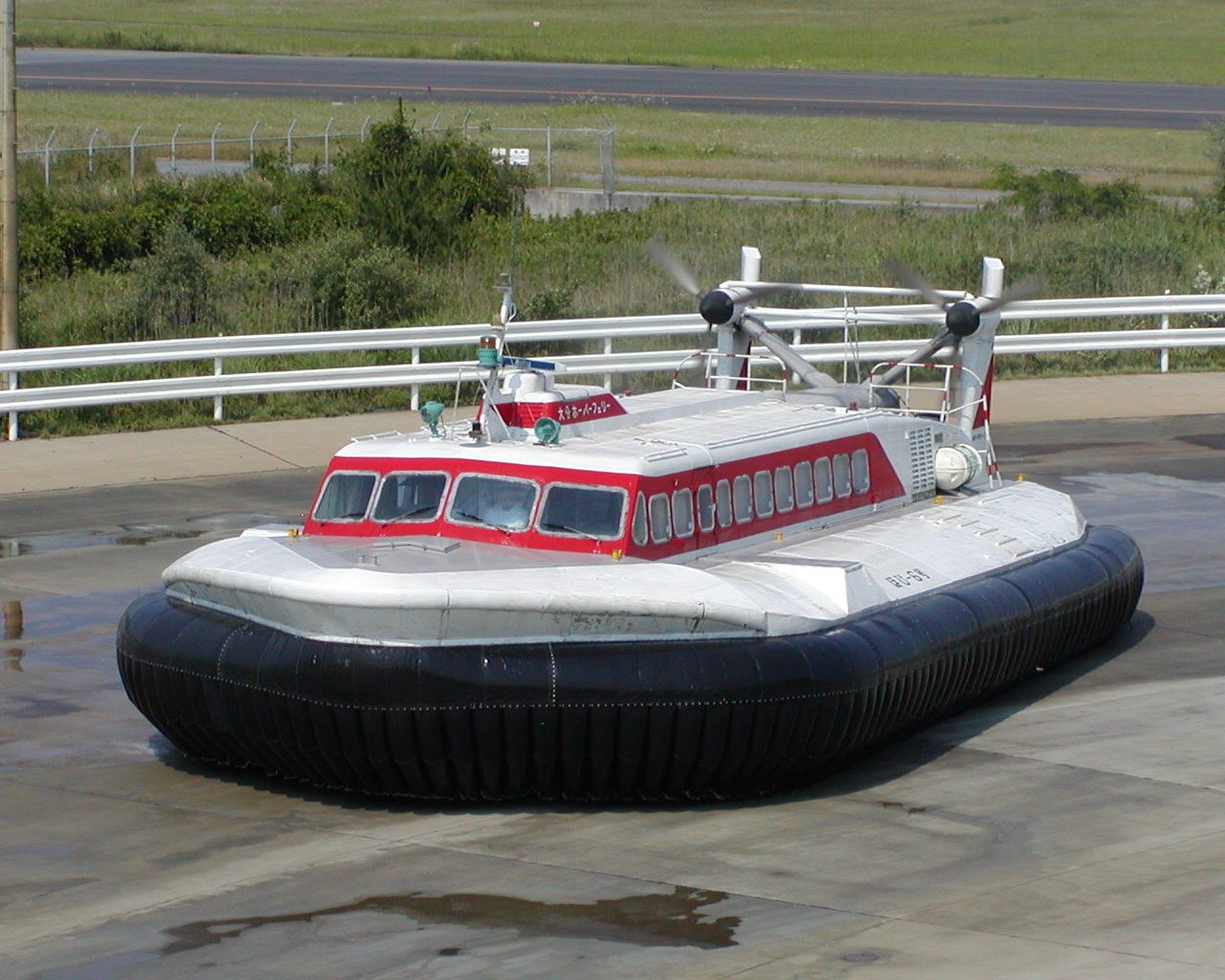
ほびー6号　大分空港の航走路で2002年6月撮影

- ほびー1号 1971年（昭和46年）6月 - 1991年（平成3年）（1983年（昭和58年）8月改造）
- ほびー2号 1971年（昭和46年）7月 - 1976年（昭和51年）砂利運搬船との衝突事故で廃船
- ほびー3号 1971年（昭和46年）9月 - 1990年（平成2年）（1978年（昭和53年）12月改造）
- はくちょう3号 1976年（昭和51年） - 1995年（平成7年）（1980年（昭和55年）2月改造）
  - はくちょう3号は、ほびー2号の事故廃船の穴埋めとして三井造船から借り受け。1979年（昭和54年）11月に購入
- エンゼル2号 1978年（昭和53年） - 1988年（昭和63年）
- エンゼル5号 1982年（昭和57年） - 2002年（平成14年）（1982年（昭和57年）2月改造）
- ほびー6号 1987年（昭和62年） - 2003年（平成15年）（1987年（昭和62年）10月改造）
- ほびー7号
  - ほびー6号は日本ホーバーラインの大阪 - 徳島間（廃止）で使われていた元「赤とんぼ51」。僚船の「赤とんぼ52」と共に1983年（昭和58年）に中古購入された。赤とんぼ52はほびー7号として船籍登録されたが、実際の運航には使われず、他艇維持の部品取り用となった。

ほびー2号、エンゼル2号以外は船体延長改造を受け、50人乗りから75人乗りになった。
MV-PP5は2003年までに全てリタイアし、既に全艇解体されて現存しない。なお、大分のりばの待合室にはMV-PP5とMV-PP15の模型が、空港のりばの待合室にはMV-PP5の模型がそれぞれ展示されていた。1970年代から1990年代まで「ほびー1号」の特注トミカが記念品として発売されていた。

## 大分ホーバーフェリーが登場した作品
ホーバークラフト自体の珍しさもあって、ドラマ・映画に登場している。
- 1980年には、テレビ朝日系で放映されていた刑事ドラマ『西部警察』の（九州ロケ）で、大分基地やMV-PP5を2隻（エンゼル2号とほびー3号）使用して別府湾上でクルーザーとの銃撃戦の撮影などが行われ、その模様は1981年1月11日の第65話「博多港決戦!!（後編）」で放映された。
- 映画『男はつらいよ』でも、2作品で登場。第12作「私の寅さん」では初代の空港のりば（海際）への連絡バス、航行中のMV-PP5の外観、船内の様子が、そして第30作「花も嵐も寅次郎」では、旧別府のりば浮桟橋でMV-PP5が停泊中～出航する様子が映し出されている。
- 2008年10月公開の映画『釣りバカ日誌19』では、空港ターミナルやMV-PP10の船内でロケが行われた。
- 2009年9月28日放送の「西村京太郎サスペンス・十津川警部シリーズ42『九州ひなの国殺人ルート・イヴが死んだ夜』」(TBS系)では、大分空港から大分市内への、十津川警部と亀井刑事の移動手段として使われ「国内唯一のホバークラフト」と紹介されている。